# Пинто, Хорхе Луис
Хо́рхе Луи́с Пи́нто (исп. Jorge Luis Pinto Afanador; род. 16 декабря 1952, Сан-Хиль, Сантандер) — колумбийский футболист и тренер. В 2007—2008 годах — главный тренер сборной Колумбии. С 2011 по 2014 год — тренер сборной Коста-Рики, до этого в 2004—2005 годах уже возглавлял эту сборную. Наиболее успешный тренер сборной Коста-Рики за всю её историю.

## Карьера
После получения образования в Германии с 1979 года играет в футбол за резервный состав клуба «Унион Магдалена», однако вскоре заканчивает карьеру игрока. Начинает тренерскую карьеру в 1984 году, возглавив тренерский штаб клуба «Мильонариос» на родине в Колумбии, где проработал один год. На протяжении следующих десяти лет сменил порядка десяти клубов из Колумбии, Перу и Коста-Рики, с которыми высоких результатов добиться не смог, исключением является выигранное им в 1997 году чемпионство в Перу с клубом «Альянса Лима». В 2004 году возглавил сборную Коста-Рики, которой руководил на Кубке Америки в Перу, где костариканцы дошли до четвертьфинала. Однако уже в следующем году Хорхе освободили от занимаемой должности и он вернулся в Колумбию, где руководил местным клубом «Кукута Депортиво», именно с этим клубом Хорхе впервые в своей карьере выиграл чемпионат страны. Вскоре его назначили главным тренером родной национальной сборной Колумбии, где он снова проявил себя не с лучшей стороны по причине того, что не смог со сборной преодолеть групповой этап Кубка Америки 2007 года в Венесуэле. После этого, под руководством Пинто, сборная Колумбии провалила выступление в отборочном цикле к чемпионату мира 2010 года, команда не отобралась в финальную стадию, в связи с чем тренера вскоре отправили в отставку. После этого Пинто сначала тренировал колумбийский клуб «Кукута Депортиво», затем эквадорский «Эль Насьональ» и венесуэльский «Депортиво Тачира». В сентябре 2011 года возглавил тренерский штаб сборной Коста-Рики, с которой в 2013 году выиграл Центральноамериканский кубок и дошёл до четвертьфинала Золотого кубка КОНКАКАФ. В конце того же года вывел сборную на чемпионат мира 2014 года в Бразилии.
На чемпионате мира 2014 года уже на групповом этапе скромная сборная Коста-Рики под его руководством показала феноменальный результат: были обыграны такие гранды мирового футбола, как Уругвай (3:1) и Италия (1:0), а матч с Англией завершился нулевой ничьей. В 1/8 финала была обыграна сборная Греции (основное время завершилось со счётом 1:1, пенальти 5:3).

## Достижения
- Чемпион Перу 1997 года
- Чемпион Коста-Рики: Апертура 2002, Клаусура 2003, Апертура 2003 годов
- Чемпион Колумбии: Фин. 2006
- Чемпион Венесуэлы: 2010—11 годов
- Обладатель Центральноамериканского кубка: 2013 года